# Gilberte Aubry
Pour les articles homonymes, voir Aubry.
Gilberte Aubry est une actrice française de doublage, une institutrice et une chroniqueuse radio, née le 10 avril 1926 et morte le 10 juin 2019.

## Biographie
Elle est surtout connue pour avoir prêté sa voix française à Romy Schneider dans la majorité de ses premiers films allemands et français (1954-1959).
Elle a arrêté le doublage en 1959 (exception faite du redoublage de Sissi Impératrice en 1967) et elle est alors devenue institutrice.
En 1965, elle est candidate poujadiste aux élections municipales dans le 19ème arrondissement de Paris. Elle obtient 5323 voix.
En 1973, elle est candidate du Front national aux élections législatives dans la vingt-huitième circonscription de Paris (partie du 19ème arrondissement). Elle obtient 2,62 % des suffrages exprimés .
Elle assiste ensuite, sous le pseudonyme de Victoria, Serge de Beketch dans le Libre Journal qu'il anime sur Radio Courtoisie de 1987 à 2007.

## Doublage (liste sélective)
Cinéma
- Romy Schneider dans :
  - Les Jeunes Années d'une reine (1954) : : la reine Victoria
  - Mon premier amour (1955) : Niddy Hoevelmann
  - Sissi (1955) :  Élisabeth de Wittelsbach dite « Sissi »
  - Mam'zelle Cri-Cri (1955)
  - Sissi Impératrice (1956) :  Élisabeth de Wittelsbach dite « Sissi » - 1er (1957) et 2e doublages (1967)
  - Kitty à la conquête du monde (1956) : Kitty Dupont
  - Un petit coin de paradis (1957) : Maud
  - Sissi face à son destin (1957) :  Élisabeth de Wittelsbach dite « Sissi »
  - Monpti (1957) : Anne-Claire Jouvain
  - Mademoiselle Scampolo (1958) : Scampolo
  - Jeunes filles en uniforme (1958) : Manuela von Meinhardis
  - Christine (1958) : Christine Weiring (voix parlée)[4]
  - Éva ou les Carnets secrets d'une jeune fille (1959) : Nicole Dassau
- Piper Laurie dans :
  - Francis Goes to the Races (1951) : Frances Travers
  - The Prince Who Was a Thief (1951) : Tina
  - Son of Ali Baba (1952) : la princess Azura de Fez dite « Kiki »
  - La Légende de l'épée magique (1953) : la princesse Khairuzan
  - Le Fleuve de la dernière chance (1955) : Laura Evans
- Shirley Temple dans :
  - Deux sœurs vivaient en paix (1947) : Susan Turner
  - Sérénade à Mexico (1947) : Barbara Olmstead
  - Le Massacre de Fort Apache (1948) : Philadelphia Thursday
- Delia Scala dans :
  - Les Années difficiles (1948) : Elena
  - Naples millionnaire (1950) : Maria Rosaria Iovine
  - Onze heures sonnaient (1952) : Angelina
- Le Signe de la croix (1932, VF 1947) : Mercia (Elissa Landi)
- La Mariée du dimanche (1948) : Barbara « Boo » Brinker (Betty Lynn)
- Demain il sera trop tard (1950) : Mirella (Pier Angeli)
- Les Deux Vérités (1951) : Maria-Luce Carlinet (Anna Maria Ferrero)[5]
- Marquée par le destin (1953) : Maria (Myriam Bru)
- Haine, Amour et Trahison (1954) : Anna (Brigitte Bardot)
- Roland, prince vaillant (1956) : Aude (Lorella De Luca)
- Le Bossu (1959) : Aurore de Nevers (Sabine Sesselmann)[6]
- Maciste en enfer (1962) : Martha Gunt (Vira Silenti)

Animation
- Alice au pays des merveilles (1951) : la sœur d'Alice (1er doublage)